# 福島県道69号北山会津若松線
福島県道69号北山会津若松線（ふくしまけんどう69ごう きたやまあいづわかまつせん）は、福島県耶麻郡北塩原村から会津若松市に至る県道（主要地方道）である。

## 概要
- 起点：耶麻郡北塩原村北山字北畑
- 終点：会津若松市町北町大字上荒久田字鈴木
- 総延長：16.850km[1]
  - 実延長：16.014km

北塩原村西部の北山地区の国道459号との交差点を起点として、南方へと会津盆地の東側に道が続く。喜多方市に入ると、熊倉町を経由して塩川町に至る。この区間では農地などの中を通過し、福島県道7号猪苗代塩川線との交差点に至る。福島県道7号猪苗代塩川線との重複後、日橋川を渡ると会津若松市河東町に入る。
会津若松市では、会津若松市北部に位置する河東町中部を南北に縦貫するように通る。この区間では農地などが広がる中を走るほか、福島県道33号会津坂下河東線と交差する。河東町を通過すると高野町、一箕町を通過して終点の町北町、国道49号との上荒久田交差点に至る。この区間でも農地などの中を通過する。

## 歴史
- 1993年（平成5年）5月11日 - 建設省から、県道北山会津若松線が北山会津若松線として主要地方道に指定される[2]。福島県によって現在の路線名が認定される[3]。

## 路線状況

### 重用路線
- 福島県道7号猪苗代塩川線（喜多方市塩川町金橋字千苅～同市塩川町金橋字渕ノ上）
- 福島県道327号広田停車場線（会津若松市河東町郡山字金道地内）

### 道路施設
高柳橋
- 全長：30.4m
  - 主径間：14.55m
- 幅員：5.0m
- 形式：2径間単純PCプレテンT桁橋
- 竣工：1996年

喜多方市熊倉町熊倉に位置し、一級水系阿賀野川水系大塩川を渡る。大塩川の河川改修工事に伴い1995年度より架替が行われた。総工費は7900万円。
大深沢橋
- 全長：11.4m
- 幅員：6.0（12.93）m
- 形式：PC単純プレテン床版桁橋
- 竣工：2006年度
- 施工：東日本コンクリート

喜多方市塩川町中屋沢に位置し、一級水系阿賀野川水系日橋川支流大深沢川を渡る。橋上は上下対向2車線で供用されており、中央部に導流帯があり実質3車線分の幅がある。上り線側に幅員2.5mの歩道が設置されている。沿線に点在する集落の中心部での幅員狭小の解消のため行われたバイパス建設に伴い架橋された。総工費は7700万円。北詰では旧県道と十字交差しており、当橋梁の直下流に旧道の橋梁があり、塩川町中屋沢と塩川町金橋との境をなす。
堂島橋
- 全長：61.0m
  - 主径間：29.625m
- 幅員：6.0（10.0）m
- 形式：2径間単純PCポステンT桁橋
- 竣工：1992年

喜多方市塩川町金橋から会津若松市河東町福島字簗前に跨り、一級水系阿賀川水系日橋川を渡る。旧橋梁の悪線形と狭隘の解消のため1991年度より建設された。総工費は8700万円。
大工川橋
中沼橋
- 全長：20.06m
- 幅員：6.5m
- 形式：単径間単純PCプレテンホロー桁橋
- 竣工：1984年

会津若松市河東町倉橋字倉道から高野町大字上高野字中前田に跨り、一級水系阿賀川水系不動川を渡る。不動川の河川改良工事に伴い架替が行われた。総事業費は4220万円。

## 地理

### 通過する自治体
- 福島県
  - 耶麻郡北塩原村 - 喜多方市 - 会津若松市

### 交差する道路
- 北塩原村
  - 国道459号（起点）
- 喜多方市

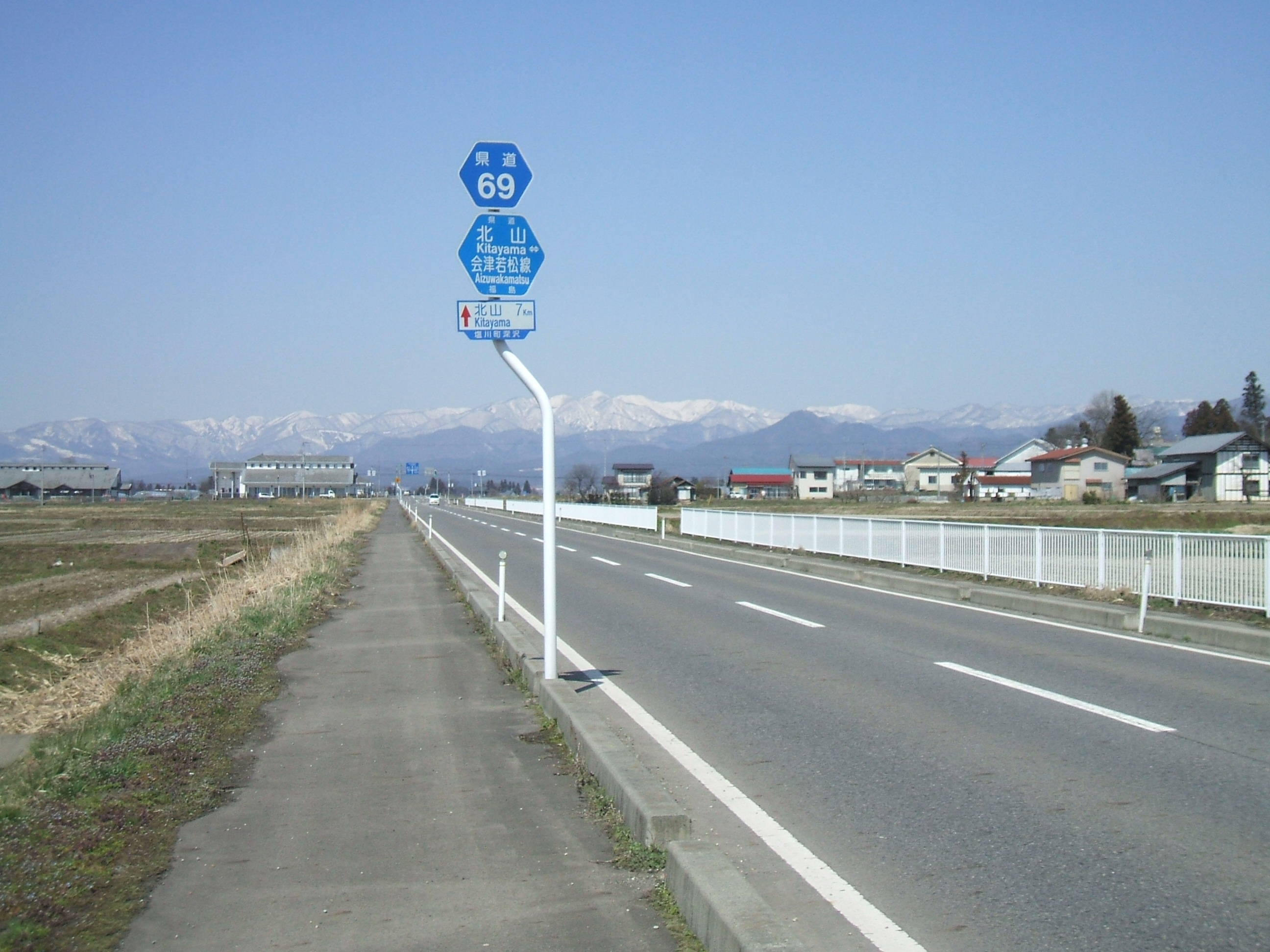
福島県喜多方市付近

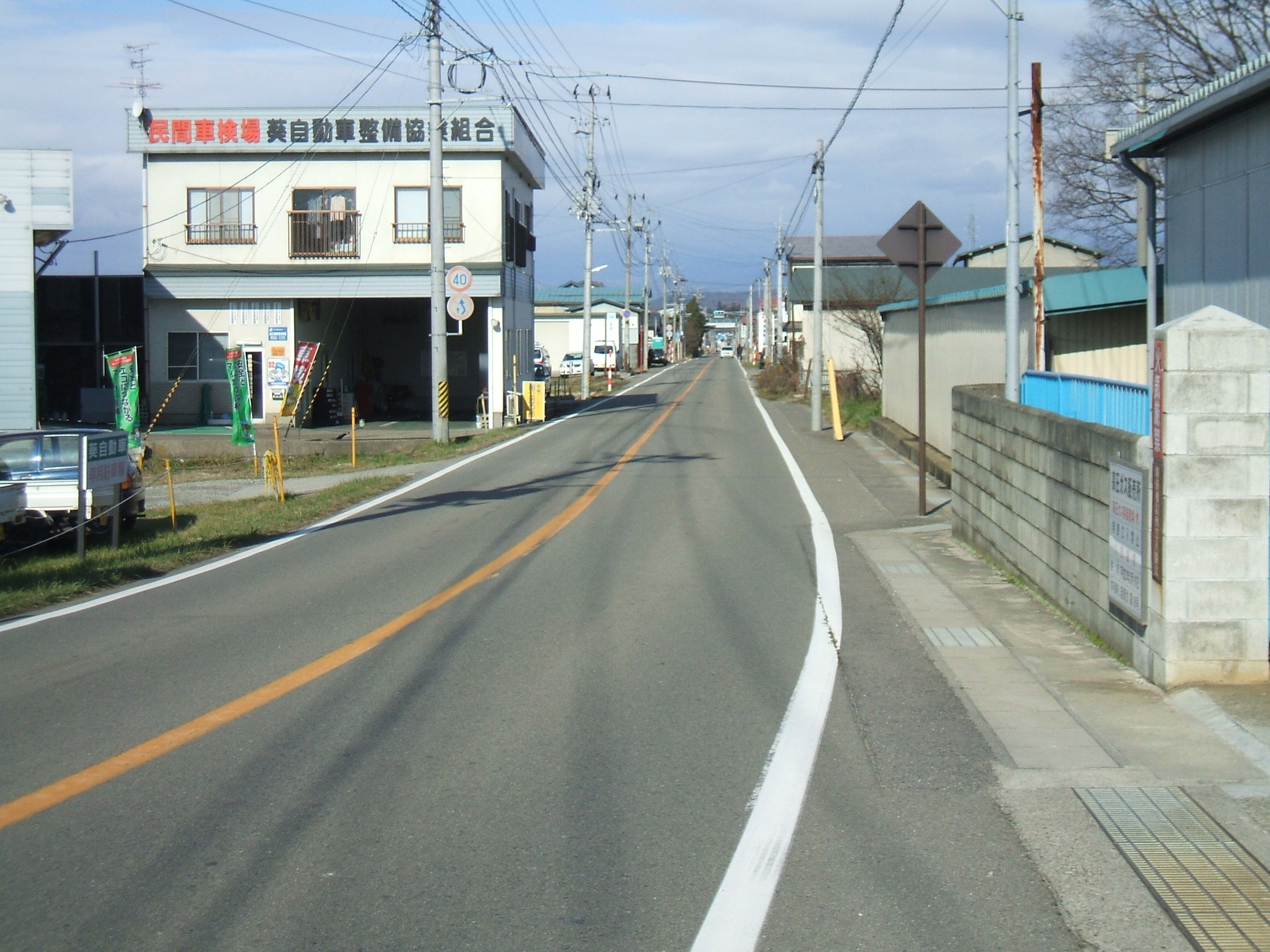
福島県会津若松市町北町付近

  - 福島県道337号喜多方河東線（熊倉町熊倉字熊倉）
  - 福島県道7号猪苗代塩川線 喜多方市街地方面（塩川町金橋字千苅）
  - 福島県道7号猪苗代塩川線 会津若松市河東町方面（塩川町金橋字渕ノ上）
- 会津若松市
  - 福島県道33号会津坂下河東線（会津若松市河東町郡山字金道（福島県道327号広田停車場線終点））
  - 福島県道327号広田停車場線 広田駅方面（会津若松市河東町郡山）
  - 国道49号（町北町大字上荒久田字鈴木（上荒久田交差点） 終点）

### 沿線にある施設など
- 会津若松市役所 河東支所
- 喜多方市立熊倉小学校
- 喜多方市立駒形小学校
- 会津若松市立河東学園小学校
- 会津大学
- 皆鶴姫の碑
- 三菱製鋼工場
- 東日本旅客鉄道磐越西線 広田駅